# Jean Simonet
 (juillet 2011).
Si vous disposez d'ouvrages ou d'articles de référence ou si vous connaissez des sites web de qualité traitant du thème abordé ici, merci de compléter l'article en donnant les références utiles à sa vérifiabilité et en les liant à la section « Notes et références ».
Jean Maurice Félicien Simonet, né le 5 mai 1927 à Tubize et mort le 17 mars 2022, est un athlète belge spécialiste du marathon. 

## Biographie
Jean Simonet participe au marathon des Jeux olympiques d'Helsinki en 1952 où il termine à la 23e place en 2 h 35 min 43 dans une course remportée par le Tchécoslovaque Emil Zátopek en 2 h 23 min 03 s. Parmi les autres Belges en course, Charles Dewachtere se classe 18e en 2 h 34 min 32 s, Jean Leblond 32e en 2 h 40 min 37 s. Ces trois athlètes belges étaient entraînés par Marcel Alavoine à Lillois, tout comme Étienne Gailly et Gaston Reiff.
Il remporte le marathon des Championnats de Belgique en 1953 en 2 h 43 min 24 s. 
Depuis de nombreuses années, Jean Simonet souhaite voir apparaître un classement par équipes lors des marathons des Jeux olympiques. Il est à noter que lors du marathon d'Helsinki de 1952, la Belgique fut la 4e meilleure nation au monde, mais aucun classement officiel par équipe ne fut dressé.[réf. nécessaire]